# Jane du Toit
Pour les articles homonymes, voir Du Toit.
Pas d'image ? Cliquez ici

a Compétitions nationales et continentales officielles uniquement.

b Matchs officiels uniquement.
Dernière mise à jour le 9 septembre 2018.
Jane du Toit, né le 2 octobre 1975 à Windhoek, est un joueur de rugby à XV namibien. Il joue avec l'équipe de Namibie entre 2007 et 2011, évoluant au poste de pilier droit. Il mesure 1,86 m et pèse 117 kg. 
Il fait partie de la sélection de Namibie sélectionnée pour la coupe du monde 2007 en France et fut capitaine des Wildeklawer Griquas en Currie Cup.

## Carrière

### en équipe de Namibie
- 25 sélections avec l'équipe de Namibie
- 5 points (1 essai)
- 1er test match le 26 mai 2007 contre la Zambie
- Sélections par année : 9 en 2007, 2 en 2008, 3 en 2009, 5 en 2010 et 6 en 2011.

Coupe du monde: 
- 2007 (3 matchs (Irlande, France, Géorgie))
- 2011 (3 matchs (Samoa, Afrique du Sud, pays de Galles))